# 楊紹
楊 紹（よう しょう、? - 建徳元年6月29日（572年7月25日））は、中国の北魏から北周にかけての武将。字は子安。隋の文帝楊堅の族兄にあたる。本貫は弘農郡華陰県であるが、宇和川哲也は「楊紹は楊堅の同族であり、楊尚希は隋の宗室であり、これらも北族系人物が弘農楊氏を冒称したものと考えられる」「楊忠・楊紹・楊尚希は北族系人物と考えられる」と述べている。

## 経歴
北魏の中散大夫の楊国の子として生まれた。永安年間、広武将軍・屯騎校尉・直盪別将に任ぜられた。普泰元年（531年）、平郷県男に封ぜられ、征西将軍・金紫光禄大夫の位を加えられた。
永熙元年（532年）、衛将軍・右光禄大夫に転じ、爵位は冠軍県伯に進んだ。大統元年（535年）、爵位は冠軍県公に進んだ。車騎将軍・通直散騎常侍・驍衛将軍・左光禄大夫に累進した。大統4年（538年）、敷城郡太守として出向した。侯莫陳崇の下で稽胡を討ち、黙泉の上で撃破した。帥都督・散騎常侍・朔州大中正を加えられた。大統13年（547年）、燕州刺史に任ぜられた。大都督・車騎大将軍・儀同三司に累進した。
大将軍の達奚武の下で漢中を攻撃した。ときに南朝梁の宜豊侯蕭循が梁州を守っていた。楊紹は城を包囲して持久戦となった。楊紹は城下まで来てしきりに挑発したが、蕭循は出戦しようとしなかった。楊紹が人を派遣して罵り辱めると、蕭循は怒って出兵してきたので、楊紹は偽って後退し、伏兵で攻撃すると、城は降った。功績により輔国将軍・中散大夫に任ぜられた。
また燕国公于謹の下で江陵を包囲した。楊紹は枇杷門で戦って、流れ矢を股に受けたが、奮戦して衰えなかった。江陵が平定されると、驃騎大将軍・開府儀同三司・儻城郡公に進み、敷州刺史に任ぜられ、叱呂引氏の姓を受けた。557年、北周の孝閔帝が即位すると、位は大将軍に進んだ。天和5年（570年）、大都督・豳州刺史に任ぜられた。建徳元年（572年）6月、死去。敷豳宜成文扶洮鄧八州刺史の位を追贈された。諡を信といった。
子の楊雄が後を嗣ぎ、上柱国・邗国公に上った。

## 伝記資料
- 『周書』巻二十九 列伝第二十一
- 『北史』巻六十八 列伝第五十六